# Wang Xue'er
Wang Xue'er (Anqing, 15 de janeiro de 1998) é uma nadadora chinesa.

## Início da vida
Wang nasceu na cidade de Anqing em 1998. Ela começou a nadar durante a segunda série e em 2009, após vencer o Campeonato Juvenil de Natação em Anhui, ela se matriculou para o treinamento de natação no mesmo ano na Zhongshan Sports School. Ela é formada pela escola de ciências do esporte na South China Normal University.

## Carreira
Em 6 de setembro de 2013, Wang alcançou a sétima posição nos 100 m costas nos 12º Jogos Nacionais da China, realizados em Liaoning, China. Em 9 de setembro, ela terminou em 27º nas preliminares dos 200 m costas nos mesmos jogos, perdendo as finais. Em 24 de setembro de 2014, ela ganhou o terceiro lugar nos 100 m costas nos 17º Jogos Asiáticos em Incheon, Coreia do Sul. Em dezembro do mesmo ano, sua equipe ficou em 10º lugar no revezamento 4 × 100 m medley no Campeonato Mundial de Natação da FINA de 2014 (25 m) em Doha, Catar, com um tempo de 3 minutos e 57,06 segundos e perdeu as finais.
Em agosto de 2015, Wang alcançou a quarta posição nos 50 m costas e a quinta nos 100 m costas na Copa do Mundo de Natação da FINA de 2016 em Paris - Chartres, França. Em outubro do mesmo ano, como parte da equipe de Guangzhou, ela venceu os 100 m costas nos VIII Jogos Nacionais da Juventude da China em Fujian e sua equipe venceu o revezamento 4 × 100 m medley com um tempo de 4 minutos e 6,59 segundos no mesmo evento. Ela representou a China nas Olimpíadas de Verão de 2016 no Rio de Janeiro, Brasil, mas foi eliminada na semifinal dos 100 m costas. Mais tarde, em 2016, ela conquistou a segunda posição nos 50 m e 100 m costas no Campeonato Asiático de Natação em Tóquio, Japão, em novembro.
Em 2017, ela terminou na sexta posição com um tempo de 27,55 segundos nos 50 m costas no 17º Campeonato Mundial da FINA em Budapeste, Hungria, em julho. Em 31 de agosto do mesmo ano, nos 13º Jogos Nacionais em Henan, China, representando Guangdong, ela conquistou o segundo lugar na final feminina dos 100 m costas com um tempo de 1:00.25. No mesmo evento, Wang e sua equipe conquistaram o terceiro lugar no revezamento medley misto 4 × 100 m e, enquanto fazia parte da equipe conjunta representando Liaoning, Xangai, Henan e Guangdong no revezamento medley feminino 4 × 100 m, a equipe de Wang conquistou o segundo lugar com um tempo de 4 minutos e 23 segundos.
Em setembro de 2021, nos 14º Jogos Nacionais em Shaanxi, Wang e a equipe de Guangdong conquistaram o terceiro lugar no revezamento medley 4 × 200 m e na final de 100 m costas, ela terminou em quarto lugar. No mesmo evento, a equipe de Guangdong conquistou o terceiro lugar com um tempo de 3 minutos e 47 segundos no revezamento medley misto 4 × 100 m e no revezamento medley feminino 4 × 100 m, a equipe de Guangdong conquistou a quarta posição. Em março de 2023, no Campeonato Nacional de Natação da Primavera de 2023 em Qingdao, China, Wang ganhou medalhas de ouro na final de 100 m costas, final de revezamento medley misto 4 × 100 m e revezamento medley feminino 4 × 100 m. Em setembro, nos 19º Jogos Asiáticos em Hangzhou, China, ela ganhou o primeiro lugar nos 50m costas e o segundo nos 100m costas. No entanto, nas preliminares do revezamento medley 4 × 100 m, a equipe chinesa foi desclassificada após a largada falsa de Wang.
Em março de 2024, no Campeonato Nacional de Natação da Primavera de 2024 em Qingdao, China, Wang conquistou o primeiro lugar no campeonato de 100 m costas. Em abril de 2024, no Campeonato Nacional de Natação em Shenzhen, China, Wang conquistou o segundo lugar na final dos 100 m costas. No mesmo evento, ela também conquistou o segundo lugar no revezamento medley misto 4 × 100 m e nas finais do revezamento medley 4 × 100 m feminino. Como resultado de seu desempenho no Campeonato Nacional de Natação de 2024, ela foi selecionada como parte da equipe nacional chinesa para as Olimpíadas de Verão de 2024 em Paris, França.
Um artigo de 2024 publicado recentemente no The New York Times alega que Wang foi uma das 23 nadadoras chinesas que testaram positivo para trimetazidina (TMZ) na corrente sanguínea, embora ela tenha sido uma das quatro nadadoras que não participaram das Olimpíadas de Verão de 2020 em Tóquio, Japão, mas estarão nas Olimpíadas de Verão de 2024. Durante um comunicado à imprensa, a Agência Mundial Antidoping disse que os níveis de TMZ encontrados em nadadores chineses não foram capazes de produzir qualquer melhoria no desempenho nas concentrações encontradas e foram devidos a uma contaminação ambiental. Em 29 de julho de 2024, nas semifinais dos 100 m costas nas Olimpíadas de Verão de 2024, Wang terminou na sexta posição em 59,89 segundos e não avançou para as finais. No revezamento medley 4 × 100m das Olimpíadas de 2024, em 4 de agosto, a equipe chinesa composta por Wang conquistou a medalha de bronze.